# Леополд Леонхард фон Тун-Хоенщайн
Леополд Леонхард Раймунд фон Тун-Хоенщайн (на немски: Leopold Leonhard Raymund Graf von Thun und Hohenstein; * 17 април 1748, Дечин/Тетшен; † 22 октомври 1846, дворец Цибулка при Кьорберн – днес Прага) е граф на и Хоенщайн в Тирол и 73. епископ на Пасау (1796 – 1826) и последният княжески епископ на Пасау.

## Живот
Той е най-малкият син на граф син на граф Йозеф фон Тун-Хоенщайн (1711 – 1788) и първата му съпруга графиня Мария Кристина фон Хоенцолерн-Хехинген (1715 – 1749), дъщеря на граф Херман Фридрих фон Хоенцолерн-Хехинген (1665 – 1733) и графиня Мария Йозефа Терезия фон Йотинген-Шпилберг (1694 – 1738).
Леополд Леонхард става през 1768 г. каноник в катедралата на Пасау. На 22 години на 20 май 1770 г. става дякон в Пасау, на 10 септември 1771 г., на 23-годишна възраст, става свещеник в Пасау. На 13 декември 1796 г. е избран за епископ на Пасау. Помазан е като епископ на 24 юли 1797 г. и започва службата си на 27 август същата година.
На 22 февруари 1803 г. територията на епископството се разделя между Курфюрство Залцбург и Курфюрство Бавария. През юни 1803 г. Леополд Леонхард се скарва с баварския министър Монжела, напуска Пасау и не се връща повече там. Той не признава настъпилите промени.
Леополд Леонхард живее до смъртта си в своя дворец в Цибулка при Прага..